# Micropora fissurata
Micropora fissurata är en mossdjursart som beskrevs av Campbell Easter Waters 1927. Micropora fissurata ingår i släktet Micropora och familjen Microporidae. Inga underarter finns listade i Catalogue of Life.